# Lentes intraoculares fáquicas
Un lente intraocular fáquica (en inglés, phakic intraocular lens o PIOL) es una clase especial de lente intraocular que se implanta quirúrgicamente en el  ojo, para corregir la miopía. Se denomina "fáquica" (que significa "teniendo una lente") porque la lente natural del ojo queda intacta. Las lentes intraoculares que se  implantan en los ojos, posteriormente a que la lente natural del ojo ha sido sacada durante una cirugía de cataratas, se conocen como pseudofáquicas.
Las lentes intraoculares fáquicas están indicadas para pacientes con altos errores refractivos, cuándo las opciones de láser habituales para corrección quirúrgica (LASIK y PRK) están contraindicadas. Las intraoculares fáquicas están dseñadas para corregir la miopía alta que varía de −5 a −20 D, si el paciente tiene bastante profundidad del cuarto anterior (anterior chamber depth o ACD), de al menos 3 mm.
Hay tres tipos de IOLs fáquicas disponibles:
- De .ángulo-soportado
- Fijadas al iris
- Lentes intraoculares soportada por el surco